# Nguyễn Thị Nguyệt
Nguyễn Thị Nguyệt (sinh ngày 15 tháng 10 năm 1950 tại Quỳnh Lương, Quỳnh Lưu, Nghệ An) là kỹ sư điện người Việt Nam với các công trình nghiên cứu, tính toán, thiết kế công nghệ chế tạo máy biến áp loại 110kV, 220kV, 500kV đầu tiên trong nước. Bà được báo chí nhắc đến là "Người phụ nữ vàng ngành điện". Công trình của bà và cộng sự là giải pháp giúp tiết kiệm hàng trăm tỉ đồng cho ngân sách nhà nước Việt Nam. Năm 2006 bà được Chủ tịch nước Việt Nam phong tặng danh hiệu Anh hùng Lao động.

## Tiểu sử
Nguyễn Thị Nguyệt sinh ngày 15 tháng 10 năm 1950 trong một gia đình thuần nông tại Quỳnh Lương, Quỳnh Lưu, Nghệ An. Thời niên thiếu bà học tập tại trường cấp 3 Quỳnh Lưu II (nay là trường Trung học phổ thông Quỳnh Lưu II).
Mê vẽ và mong ước thành họa sỹ song cơ duyên khiến bà được phân công học tại trường Đại học Bách khoa Hà Nội, khoa Điện, ngành Thiết bị điện. 
Sau khi tốt nghiệp khoa Điện năm 1975, kỹ sư Nguyệt được người thân cho hai lựa chọn: về phòng điện năng Công ty điện lực 1 (nay là Tổng công ty Điện lực miền Bắc),  hoặc Nhà máy Sửa chữa Thiết bị điện Đông Anh. Cho rằng "mình ăn học vất vả bao năm trời, không thể phí hoài như vậy," kỹ sư Nguyệt về làm việc cho Tổng Công ty Thiết bị điện Đông Anh (EEMC), làm và nghiên cứu chế tạo máy biến áp.
Đến nay, bà đã nghiên cứu và chế tạo thành công lần lượt ba loại máy biến áp 110kV, 220kV, 500kV. Các công trình này có giá trị to lớn về mặt kinh tế – chính trị, làm giảm tỉ trọng nhập khẩu thiết bị điện, làm lợi cho nhà nước hàng trăm tỷ đồng/năm.
Bà được mệnh danh là "Người phụ nữ vàng ngành Điện", và nhiều giải thưởng, huân chương quan trọng khác.

## Gia đình
Gia đình kỹ sư Nguyễn Thị Nguyệt bao gồm năm chị em. Bà Nguyệt là con út. Sinh ra trong một gia đình thuần nông, bố mẹ đều là Đảng viên Đảng Cộng sản Việt Nam.
Chị gái kế mình là người bà biết ơn nhất. Chị đã hy sinh bản thân, nghỉ học khi mới lên lớp 5 để phụ giúp bố mẹ già yếu, nuôi em ăn học. Sự nghiệp ngày hôm nay của Nguyễn Thị Nguyệt không thể không kể đến tấm lòng cao cả của người chị.
Nguyễn Thị Nguyệt kết hôn với Trần Đình Chín (nguyên quán Thanh Chương, Nghệ An). Ông cùng công tác với bà tại EEMC. Hai ông bà có một người con trai. Hiện anh đang công tác tại phòng Kế toán của EEMC.

## Sự nghiệp
Trong sự nghiệp của mình, Nguyễn Thị Nguyệt có nhiều công trình đóng góp đáng kể cho sự phát triển ngành điện Việt Nam.

### Máy biến áp 110kV
Năm 1976, nhận chỉ thị từ cấp trên, bà Nguyệt tiếp nhận đề tài nghiên cứu tính toán, thiết kế, công nghệ chế tạo máy biến áp 110kV-16MVA (điều chỉnh không tải) đang dang dở từ người đồng nghiệp chuyển công tác. Khi đó công trình chỉ mới ở giai đoạn khởi đầu của việc nghiên cứu. Sau hai năm, bà nghiên cứu thiết kế và đã chế tạo thành công máy biến áp 110kV đầu tiên ở nước ta.
Chiếc máy biến áp 110kV đầu tiên, vì thiếu kinh nghiệm thực tế trong việc chọn lựa các thông số ban đầu, nên không đáp ứng một số tiêu chí vận hành như điều chỉnh không tải, nhưng lại có ý nghĩa to lớn về chính trị. Thời kỳ những năm 1975, ở Việt Nam mọi việc sửa chữa, lắp ráp máy biến áp 110 kV  đều phải thuê chuyên gia Liên Xô (Nga) sang hướng dẫn, tuy nhiên máy biến áp 110kV do kỹ sư Nguyệt nghiên cứu chế tạo thành công đã chấm dứt tình trạng trên, giúp ngành điện tự chủ trong công việc.    

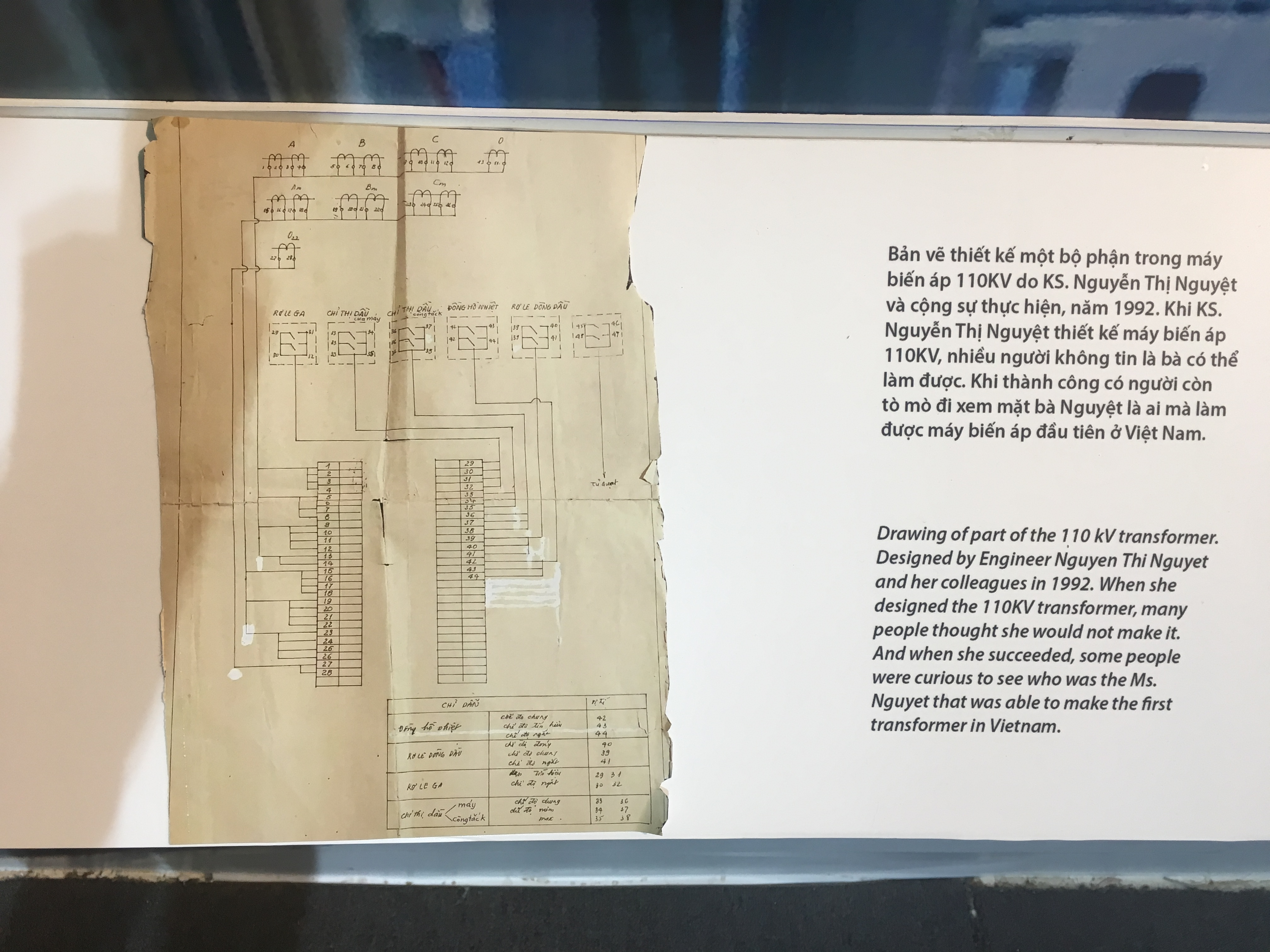
Bản vẽ thiết kê một bộ phận trong máy biến áp 110kV

Giai đoạn 1992-1994 bà bắt đầu nghiên cứu và đã chế tạo thành công máy biến áp 110kV-25MVA điều chỉnh có tải. Chiếc máy đạt tiêu chuẩn quốc tế IEC 76, mở ra mặt hàng mới cho ngành Điện. Đó là chiếc máy phù hợp với điều kiện vận hành trên hệ thống lưới điện Việt Nam.

### Máy biến áp 220kV
Mười năm sau khi máy biến áp 110kV sản xuất hàng loạt, Nguyễn Thị Nguyệt bắt tay vào nghiên cứu máy biến áp 220kV-125MVA. Đề án nghiên cứu và chế tạo diễn ra trong hai năm 2002, 2003, trong đó bà là kỹ sư chịu trách nhiệm chính thiết kế phần lõi máy.
Ngày 30 tháng 12 năm 2003, công trình chính thức đóng điện vận hành tại trạm Sóc Sơn, Hà Nội, đi vào hoạt động trên điện lưới quốc gia. Cuối tháng 10 năm 2004 công trình được hội đồng nghiệm thu cấp nhà nước thông qua và đánh giá đạt tiêu chuẩn quốc tế với 9/9 phiếu bầu xuất sắc.
Đây là máy biến áp đầu tiên cho phép điều chỉnh có tải. Hiện nay máy biến áp 220kV nằm trong số các sản phẩm chính của EEMC. Trung bình mỗi năm công ty sản xuất khoảng 50 máy biến áp loại 110kV, 220kV đem về doanh thu khoảng 2500 tỷ.

### Máy biến áp 500kV
Tự nhận rằng "Máy biến áp nó đã ngấm vào máu mình", năm 2005, đúng ngày nhận Quyết định về hưu, kỹ sư Nguyễn Thị Nguyệt bắt đầu nhảy sang lĩnh vực nghiên cứu sửa chữa máy biến áp siêu cao áp 500 kV của Nhà máy Thủy điện Yaly. Bà đã cải tiến thiết bị công nghệ sửa chữa máy biến áp 110 kV lưu động cho việc sửa chữa tại chỗ (đến nay) 9 máy biến áp 500 kV, đạt được các thông số xuất xưởng của nhà chế tạo.
Năm 2009, bà tiếp tục đảm nhiệm chính công trinh nghiên cứu tính toán, thiết kế và công nghệ chế tạo máy biến áp 500 kV. Loại máy này mới chỉ được chế tạo ở một số quốc gia phát triển như Pháp, Đức, Mỹ, Ý... Ở Đông Nam Á chưa có quốc gia nào tự chủ sản xuất được. Tuy gặp nhiều khó khăn về vốn, cơ sở vật chất... song tiền đề sửa chữa thành công các máy biến áp nguồn 500/15,75 kV tại Nhà máy thủy điện Yaly(năm 2005) đã giúp bà tiếp tục hăng say với công việc.
Trong quá trình thực hiện, Nguyễn Thị Nguyệt đảm nhiệm vị trí kỹ sư chính. Kỹ sư Nguyễn Đình Đoàn tham gia phụ trách thiết kế bề mặt máy.
Ngày 7 tháng 10 năm 2010, chiếc máy biến áp một pha 500kV đầu tiên ra đời đúng dịp Đại lễ 1000 năm Thăng Long – Hà Nội. Đây được coi là niềm tự hào đối với EEMC nói riêng và ngành điện lực Việt Nam nói chung. Nối tiếp sau đó, ngày 21/11/2011 tại trạm biến áp 500kV Nho Quan, Ninh Bình, máy biến áp 500/225/35 kV- 450 MVA đóng điện thành công.
Máy biến áp 500kV góp phần giải quyết kịp thời hệ thống quá tải của lưới điện 500kV, tạo công ăn việc làm cho công nhân ngành điện EEMC. Công trình đưa Việt Nam trở thành một trong số 12 quốc gia chế tạo được máy biến áp 500kV trên thế giới, là nước đầu tiên của khu vực Đông Nam Á làm được điều này.

## Trích ngôn nổi bật
Trước sự hoài nghi của hàng loạt lãnh đạo, bộ ngành về sự khả thi của công trình, Nguyễn Thị Nguyệt tuyên bố: "Trong nghiên cứu khoa học, không có sự mạo hiểm thì không bao giờ thành công." Đến khi thành công, nhiều người còn tò mò đi xem bà là ai mà làm được máy biến áp đầu tiên ở Việt Nam.

## Giải thưởng
- Năm 1995, nhận giải thưởng Tài năng sáng tạo nữ (FAWIC) của Tổng liên đoàn lao động Việt Nam
- Năm 2004, giải thưởng Nhà khoa học nữ xuất sắc nhất do Tổ chức Sở hữu Trí tuệ Thế giới (WIPO) trao tặng về công trình nghiên cứu máy biến áp 220kV.
- Năm 2006, bà nhận giải thưởng Vinh quang Việt Nam.
- Năm 2006, được Chủ tịch nước Việt Nam phong tặng danh hiệu Anh hùng Lao động.
- Năm 2007, nhận giải thưởng Sáng tạo Khoa học và Công nghệ Việt Nam (VIFOTEC)
- Giải thưởng Phụ nữ Việt Nam, Phụ nữ xuất sắc Toàn quốc (2006, 2007)
- Năm 2014 giải thưởng "Nhà khoa học nữ xuất sắc nhất năm 2013" lần thứ 2 do WIPO trao tặng về công trình nghiên cứu máy biến áp 500 kV.
- Năm 2016, Nguyễn Thị Nguyệt được đề cử nhà nước xét, công nhận và trao tặng Giải thưởng Hồ Chí Minh.
- Vinh danh trong báo cáo Chỉ số Sáng tạo Toàn cầu năm 2018.[8]